# Echeveria humilis
Echeveria humilis är en fetbladsväxtart som beskrevs av Joseph Nelson Rose, Nathaniel Lord Britton och Rose. Echeveria humilis ingår i släktet Echeveria och familjen fetbladsväxter. Inga underarter finns listade i Catalogue of Life.